# 軍閥
軍閥（ぐんばつ）とは、「軍隊の派閥」、「軍人の派閥」、「軍事力を背景とする派閥」、或いは、その複数を組み合わせたもののことであり、具体的には、近代国民国家成立以降の、以下の種類が挙げられる。
1. 文民・文官を中心とする政治勢力（派閥）に対抗する、軍人を中心とする政治勢力（派閥）のこと。
2. 1つの軍隊の中における、相争う複数の勢力（派閥）のこと。
  1. 旧・日本軍における、この第1・第2の意味での「軍閥」については、大日本帝国陸軍#軍閥・軍国主義思想を、その源流となった軍内における藩閥については、藩閥#陸海軍における藩閥を、それぞれ参照のこと。
  2. この第1・第2の意味の場合の日本軍における「軍閥」のことを、英語・スペイン語・フランス語いずれでも日本語をそのままラテン文字で「Gunbatsu」 (en:Gunbatsu)  (es:Gunbatsu)  (fr:Gunbatsu) と表記し、それをそれぞれの言語で表す際には、「軍隊の派閥 (Faction) 」を意味する「Military Factions」・「Facciones Militares」・「Factions militaires」と直訳している。
3. 国内の各地方に割拠し、ある程度の地域を実効支配する、複数の勢力（派閥）のこと。
  1. この第3の意味の場合の「軍閥」のことを英語で「military cliques」と、その指導者・指揮官のことを英語で「ウォーロード（warlord）」と呼び、特に中華民国の成立後1916年～1928年に内戦状態が継続した時代のことを英語で「ウォーロード・エラ（The Warlord Era）」、日本語で「軍閥時代」と呼ぶ。

いずれも、政治状況によっては、政権の不安定化や軍事クーデターの温床となり得る。また、現代では、武装勢力の一種とみなされることも多い。

## 第1・第2の意味の「軍閥」の一覧
- 日本軍
  - 大日本帝国陸軍
    - 月曜会（1881～）
    - 湖月会（1903～）
    - 革新派[1]
      - 双葉会[1] [2]
      - 木曜会（1927～）[1]
      - 一夕会（1929～）[1]
      - 桜会（1930～）[1]

    - 皇道派（荒木貞夫・真崎甚三郎ら） - 相沢事件や二・二六事件などに繋がったとされる。
    - 統制派（永田鉄山・東條英機ら）
      - 満州派（石原莞爾ら）

  - 大日本帝国海軍
    - 本省派
    - 艦隊派（明治・1891～）
    - 条約派
    - 艦隊派（昭和・1930～）
- 大韓民国国軍
  - ハナフェ（全斗煥・盧泰愚ら） - 粛軍クーデターや5.17非常戒厳令拡大措置、光州事件を経て、第五共和国及び第六共和国初期の韓国軍主流派となった。後に金泳三政権初期の粛軍作業により解体される。
- エジプト王国軍
  - 自由将校団（ナセルら）

## 第3の意味の「軍閥」の一覧
- 中華民国（中華民国の歴史）
  - 北洋軍閥（袁世凱） - 辛亥革命以前・清の時代に李鴻章が組織した淮軍の領袖の跡を袁世凱が継承→清を打倒
    - 直隷派（呉佩孚）
    - 安徽派
    - 奉天派（張作霖）
    - 山西派
    - 西北派